# Nuottisaari (ö i Norra Savolax, Nordöstra Savolax, lat 62,94, long 28,64)
Nuottisaari är en ö i Finland. Den ligger i sjön Retunen och i kommunen Kaavi i den ekonomiska regionen  Nordöstra Savolax ekonomiska region  och landskapet Norra Savolax, i den centrala delen av landet, 400 km nordost om huvudstaden Helsingfors. Öns area är 2,7 hektar och dess största längd är 250 meter i sydöst-nordvästlig riktning.